# Coupe d'Arménie de football 1995-1996
Navigation
Coupe d'Arménie 1995 Coupe d'Arménie 1996-1997
La Coupe d'Arménie 1995-1996 est la 5e édition de la Coupe d'Arménie depuis l'indépendance du pays. Elle prend place entre le 31 août 1995 et le 28 mai 1996.
Un total de 24 équipes participe à la compétition, correspondant à l'ensemble des douze clubs de la première division 1995-1996 auxquels s'ajoutent douze équipes du deuxième échelon.
La compétition est remportée par le Pyunik Erevan qui s'impose en finale contre le Kotayk Abovian pour gagner sa première coupe nationale. Cette victoire permet au Pyunik de réaliser le doublé Coupe-championnat.

## Premier tour
Les matchs aller sont disputés le 31 août 1995, et les matchs retour le 14 septembre suivant.
| Équipe 1                  | Score   | Équipe 2                       | Aller   | Retour  |
| ------------------------- | ------- | ------------------------------ | ------- | ------- |
| Kotayk Abovian (D1)       | Forfait | (D2) BMA-Arai Etchmiadzin (en) | Forfait | Forfait |
| Zangezour Goris (ru) (D1) | Forfait | (D2) Yeghvard FC (en)          | Forfait | Forfait |
| Aznavour FC (en) (D1)     | Forfait | (D2) Kumayri FC                | Forfait | Forfait |
| Tsement Ararat (D1)       | Forfait | (D2) Lori Vanadzor             | Forfait | Forfait |
| Pyunik Erevan (D1)        | 20 - 2  | (D2) FC Armavir                | 11 - 1  | 9 - 1   |
| Homenmen Erevan (D1)      | 12 - 2  | (D2) Dinamo Erevan             | 4 - 0   | 8 - 2   |
| Aragats Gyumri (en) (D1)  | 4 - 2   | (D2) BKMA Erevan (en)          | 3 - 0   | 1 - 2   |
| Van Erevan (en) (D1)      | 11 - 1  | (D2) Dvin Artachat (en)        | 7 - 1   | 4 - 1   |

## Huitièmes de finale
Les matchs aller sont disputés le 1er mars 1996, et les matchs retour entre les 6 et 8 mars suivants.
| Équipe 1                  | Score   | Équipe 2               | Aller   | Retour  |
| ------------------------- | ------- | ---------------------- | ------- | ------- |
| Kapan-81 (D2)             | 1 - 8   | (D1) Ararat Erevan     | 0 - 2   | 1 - 6   |
| FC Vanadzor (D2)          | 0 - 8   | (D1) Shirak Gyumri     | 0 - 5   | 0 - 3'  |
| Zangezour Goris (ru) (D1) | 0 - 7   | (D1) Van Erevan (en)   | 0 - 3   | 0 - 4   |
| Tsement Ararat (D1)       | 10 - 1  | (D1) Aznavour FC (en)  | 6 - 0   | 4 - 1   |
| Aragats Gyumri (en) (D1)  | 1 - 10  | (D1) Pyunik Erevan     | 0 - 4   | 1 - 6   |
| Kotayk Abovian (D1)       | 6 - 1   | (D1) Homenmen Erevan   | 5 - 1   | 1 - 0   |
| Arabkir FC (en) (D2)      | 0 - 10  | (D1) FC Erevan         | 0 - 6   | 0 - 4   |
| Karabakh Erevan (D1)      | Forfait | (D2) Nairi Erevan (en) | Forfait | Forfait |

## Quarts de finale
Les matchs aller sont disputés les 1er et 2 avril 1996, et les matchs retour les 5 et 13 avril suivants.
| Équipe 1             | Score | Équipe 2            | Aller | Retour |
| -------------------- | ----- | ------------------- | ----- | ------ |
| FC Erevan (D1)       | 1 - 2 | (D1) Shirak Gyumri  | 0 - 1 | 1 - 1  |
| Karabakh Erevan (D1) | 2 - 3 | (D1) Ararat Erevan  | 1 - 3 | 1 - 0  |
| Pyunik Erevan (D1)   | 4 - 3 | (D1) Tsement Ararat | 2 - 0 | 2 - 3  |
| Van Erevan (en) (D1) | 1 - 2 | (D1) Kotayk Abovian | 1 - 0 | 0 - 2  |

## Demi-finales
Les matchs aller sont disputés les 3 et 4 mai 1996, et les matchs retour les 13 et 14 mai suivants.
| Équipe 1           | Score | Équipe 2            | Aller | Retour |
| ------------------ | ----- | ------------------- | ----- | ------ |
| Shirak Gyumri (D1) | 1 - 2 | (D1) Kotayk Abovian | 1 - 1 | 0 - 1  |
| Ararat Erevan (D1) | 1 - 6 | (D1) Pyunik Erevan  | 0 - 2 | 1 - 4  |

## Finale
La finale de cette édition oppose le Pyunik Erevan au Kotayk Abovian. Le Pyunik dispute à cette occasion sa deuxième finale de coupe après celle perdue en 1992. Finaliste malheureux la saison précédente, le Kotayk atteint quant à lui ce stade pour la deuxième fois.
La rencontre est disputée le 28 mai 1996 au stade Hrazdan d'Erevan. L'ouverture du score intervient juste avant la mi-temps lorsqu'Hamlet Mkhitaryan donne l'avantage au Pyunik à la 45e minute. Le début de la seconde période voit les Erevenais accroître rapidement leur avance avec deux nouveaux buts d'Arsen Avetisian à la 54e minute puis de Vardan Khachatryan (en) quatre minutes plus tard pour porter le score à 3-0 à l'heure de jeu. Le Kotayk se redonne de l'espoir en toute fin de match grâce à des buts de Rovert Mirzoyan puis Levon Sarkisyan, mais cela ne suffit pas à remettre les deux équipes à égalité. Le Pyunik s'impose donc sur le score final de 3 buts à 2 et remporte sa première coupe nationale.
| Entraîneur :      |
| Khoren Oganessian |

| Entraîneur :          |
| Samvel Petrosyan (en) |

| Entraîneur :      |
| Khoren Oganessian |

| Entraîneur :          |
| Samvel Petrosyan (en) |